# Rada Miasta Gdańska (2018–2024)

## PrezydiumRady Miasta GdańskaVIII kadencji (2018–2024)[3]
- Przewodnicząca
  - Agnieszka Owczarczak (Koalicja Obywatelska/Platforma Obywatelska)
- Wiceprzewodniczący
  - Piotr Gierszewski (Prawo i Sprawiedliwość)
  - Mateusz Skarbek (KO/PO)[4]
  - Teresa Wasilewska (Wszystko dla Gdańska) (2019–2024)
  - Beata Dunajewska (WdG) (2018–2019)[5]

## Działalność Rady Miasta VIII kadencji
Sesja inauguracyjna Rady odbyła się 19 listopada 2018. 
30 kwietnia 2020 z powodu pandemii koronawirusa, odbyła się pierwsza w historii wirtualna sesja Rady Miasta Gdańska.
Ostatnia sesja miała miejsce 18 kwietnia 2024.
W trakcie VIII kadencji funkcjonowały 3 kluby radnych: Koalicji Obywatelskiej, PiSu oraz WdG.

## Kluby Radnych[10](stan na koniec kadencji)
- Koalicja Obywatelska

1. Łukasz Bejm – sekretarz klubu
2. Kamila Błaszczyk – wiceprzewodnicząca klubu
3. Anna Golędzinowska
4. Michał Hajduk
5. Beata Jankowiak
6. Krystian Kłos
7. Andrzej Kowalczys
8. Emilia Lodzińska
9. Agnieszka Owczarczak
10. Jan  Perucki
11. Przemysław Ryś
12. Mateusz Skarbek
13. Cezary Śpiewak-Dowbór – przewodniczący klubu
14. Lech Wałęsa[11][12]
15. Karol Ważny

- Prawo i Sprawiedliwość

1. Piotr Gierszewski – sekretarz klubu
2. Henryk Hałas
3. Barbara Imianowska
4. Waldemar Jaroszewicz
5. Kazimierz Koralewski – przewodniczący klubu
6. Alicja Krasula
7. Przemysław Majewski
8. Przemysław Malak
9. Romuald Plewa
10. Karol Rabenda – wiceprzewodniczący klubu
11. Andrzej Skiba
12. Elżbieta Strzelczyk

- Wszystko dla Gdańska

1. Wojciech Błaszkowski
2. Katarzyna Czerniewska
3. Beata Dunajewska – przewodnicząca klubu
4. Piotr Dzik
5. Bogdan Oleszek
6. Andrzej Stelmasiewicz
7. Teresa Wasilewska

## Radni z podziałem na okręgi wyborcze[13]
- Okręg nr 1 (Brzeźno, Nowy Port, Letnica, Przeróbka, Stogi, Krakowiec-Górki Zachodnie, Wyspa Sobieszewska, Rudniki, Olszynka, Orunia-Św. Wojciech-Lipce)

1. Beata Dunajewska (WdG)
2. Waldemar Jaroszewicz (PiS)
3. Andrzej Skiba (PiS)
4. Cezary Śpiewak-Dowbór (KO/PO)
5. Lech Wałęsa (KO/PO)

- Okręg nr 2 (Śródmieście, Chełm, Ujeścisko-Łostowice, Orunia Górna-Gdańsk Południe)

1. Kamila Błaszczyk (KO/Nowoczesna)
2. Katarzyna Czerniewska (WdG)
3. Kazimierz Koralewski (PiS)
4. Alicja  Krasula (PiS)
5. Przemysław Majewski (PiS)
6. Bogdan Oleszek (WdG)
7. Mateusz Skarbek (KO/PO)
8. Teresa Wasilewska (WdG)

- Okręg nr 3 (Aniołki, Siedlce, Wzgórze Mickiewicza, Suchanino, Piecki-Migowo, Jasień)

1. Piotr Dzik (WdG)
2. Piotr Gierszewski (PiS)
3. Anna Golędzinowska (KO/bezp.)
4. Michał Hajduk (KO)
5. Beata Jankowiak (KO/PO)
6. Przemysław Malak (PiS)

- Okręg nr 4 (Wrzeszcz Dolny, Wrzeszcz Górny, Strzyża, Brętowo, Młyniska)

1. Wojciech Błaszkowski (WdG)
2. Krystian Kłos (KO/PO)
3. Emilia Lodzińska (KO/PO)
4. Romuald Plewa (PiS)
5. Karol Rabenda (PiS)

- Okręg nr 5 (Zaspa-Młyniec, Zaspa-Rozstaje, Przymorze Wielkie, Przymorze Małe)

1. Barbara Imianowska (PiS)
2. Andrzej Kowalczys (KO/bezp.)
3. Agnieszka Owczarczak (KO/PO)
4. Przemysław Ryś (KO/PO)
5. Elżbieta Strzelczyk (PiS)

- Okręg nr 6 (Żabianka-Wejhera-Jelitkowo-Tysiąclecia, Oliwa, Osowa, Matarnia, Kokoszki, VII Dwór)

1. Łukasz Bejm (KO/PO)
2. Henryk Hałas (PiS)
3. Jan Perucki (KO/bezp.)
4. Andrzej Stelmasiewicz (WdG)
5. Karol Ważny (KO/PO)

## Radni, którzy zrzekli się mandatu w trakcie kadencji
1. Paweł Adamowicz (WdG)[a]
2. Aleksandra Dulkiewicz (WdG)[b]
3. Piotr Grzelak (WdG)[c]
4. Piotr Borawski (KO/PO)[d]
5. Jan Kanthak (PiS)[e]
6. Kacper Płażyński (PiS)[f]
7. Dawid Krupej (PiS)[g][14]
8. Joanna Cabaj (PiS)[h][15]

## Radni, którzy objęli mandat w trakcie kadencji
1. Katarzyna Czerniewska (WdG)[i][16]
2. Teresa Wasilewska (WdG)[j][17]
3. Wojciech Błaszkowski (WdG)[k]
4. Michał Hajduk (KO/PO)[l]
5. Przemysław Majewski (PiS)[m][18]
6. Barbara Imianowska (PiS)[n]
7. Henryk Hałas (PiS)[o][19]
8. Alicja Krasula (PiS)[p][20]